# Rhaphuma disconotata
Rhaphuma disconotata är en skalbaggsart som först beskrevs av Maurice Pic 1908.  Rhaphuma disconotata ingår i släktet Rhaphuma och familjen långhorningar. Inga underarter finns listade i Catalogue of Life.